# Pedro Alonso López
Pedro Alonso López, född 8 oktober 1948 i Colombia, är en seriemördare som också kallas "Monstret i Anderna". Han anklagas för att ha mördat mer än 300 flickor, vilket skulle göra honom till historiens värste seriemördare. Antalet mord är något oklart, då dryga 59 kan anses verifierade och han har blivit dömd för 163 mord; de högre siffrorna baseras på hans egna berättelser och lokala uppfattningar. Historien fick internationellt genomslag av Ron Laytner, som publicerade berättelsen i Chicago Tribune den 13 juli 1980 efter att ha intervjuat Pedro Lopez i fängelset.
1994 blev López släppt ur fängelse i  Ecuador på grund av gott uppförande, López hade då avtjänat 14 år av det 16-åriga straffet. Direkt därpå greps han och utvisades, som illegal invandrare, till hemlandet Colombia. Där ställdes han till svars för ett tjugo år gammalt mord, bedömdes vara psykiskt sjuk och fick psykiatrisk vård fram till 1998, då han bedömdes vara frisk. 2002 misstänktes López i sin frånvaro för ett ouppklarat mord i Colombia, men då ingen idag vet var han befinner sig, om han ens lever, är han inte dömd för fler brott.